# Lijst van Nederlands-Antilliaanse kabinetten
| Nr. | Kabinet            | Minister-president                                                                                            | Partijen                                     | Periode                   | Tijd                           | Gouverneur       |
| --- | ------------------ | --- | -------------------------------------------- | ------------------------- | ------------------------------ | ---------------- |
| 1   | Jonckheer I        | Efraïn Jonckheer (1917–1987)                                                                                  |                                              | 8-12-1954 tot 3-10-1958   | 3 jaar, 9 maanden en 25 dagen  | Cola Debrot      |
| 2   | Jonckheer II       | Efraïn Jonckheer (1917–1987)                                                                                  |                                              | 3-10-1958 tot 2-11-1962   | 4 jaar en 30 dagen             | Cola Debrot      |
| 3   | Jonckheer III      | Efraïn Jonckheer (1917–1987)                                                                                  |                                              | 2-11-1962 tot 12-10-1966  | 3 jaar, 11 maanden en 10 dagen | Cola Debrot      |
| 4   | Jonckheer-Kroon    | Ciro Kroon (1916–2001)                                                                                        |                                              | 12-10-1966 tot 27-6-1969  | 2 jaar, 8 maanden en 15 dagen  | Cola Debrot      |
| 5   | Sprockel           | Gerald Sprockel (1919–1999)                                                                                   |                                              | 27-6-1969 tot 12-12-1969  | 5 maanden en 15 dagen          | Cola Debrot      |
| 6   | Petronia           | Ernesto Petronia (1916–1993)                                                                                  |                                              | 12-12-1969 tot 12-2-1971  | 1 jaar en 2 maanden            | Cola Debrot      |
| 6   | Petronia           | Ernesto Petronia (1916–1993)                                                                                  | Ben Leito                                    | 12-12-1969 tot 12-2-1971  | 1 jaar en 2 maanden            |                  |
| 7   | Isa-Beaujon        | Ronchi Isa (1917–2005) Otto Beaujon (1915–1984)                                                               |                                              | 12-2-1971 tot 20-12-1973  | 2 jaar, 10 maanden en 8 dagen  |                  |
| 8   | Evertsz            | Juancho Evertsz (1923–2008)                                                                                   |                                              | 20-12-1973 tot 14-10-1977 | 3 jaar, 9 maanden en 24 dagen  |                  |
| 9   | Rozendal           | Boy Rozendal (1928–2003)                                                                                      |                                              | 14-10-1977 tot 30-7-1979  | 1 jaar, 9 maanden en 16 dagen  |                  |
| 10  | Pourier I          | Miguel Pourier (1938–2013)                                                                                    |                                              | 30-7-1979 tot 16-11-1979  | 3 maanden en 17 dagen          |                  |
| 11  | Martina I          | Don Martina (1935–2024)                                                                                       |                                              |                           |                                |                  |
| 11  | Martina I          | Don Martina (1935–2024)                                                                                       | René Römer                                   |                           |                                |                  |
| 12  | Martina II         | Don Martina (1935–2024)                                                                                       |                                              |                           |                                |                  |
| 13  | Martina III        | Don Martina (1935–2024)                                                                                       |                                              |                           |                                |                  |
| 14  | Liberia-Peters I   | Maria Liberia-Peters (1941)                                                                                   |                                              |                           |                                |                  |
| 15  | Martina IV         | Don Martina (1935–2024)                                                                                       |                                              |                           |                                |                  |
| 16  | Liberia-Peters II  | Maria Liberia-Peters (1941)                                                                                   |                                              | 18-9-1984 tot 1-1-1986    | 1 jaar, 3 maanden en 14 dagen  |                  |
| 17  | Liberia-Peters III | Maria Liberia-Peters (17 mei 1988-25 november 1993) Suzanne Camelia-Römer (25 november 1993-28 december 1993) |                                              | 17-5-1988 tot 28-12-1993  | 5 jaar, 7 maanden en 11 dagen  |                  |
| 17  | Liberia-Peters III | Maria Liberia-Peters (17 mei 1988-25 november 1993) Suzanne Camelia-Römer (25 november 1993-28 december 1993) | Jaime Saleh                                  | 17-5-1988 tot 28-12-1993  | 5 jaar, 7 maanden en 11 dagen  |                  |
| 18  | Paula              | Alejandro Felippe Paula (1937–2018)                                                                           |                                              | 28-12-1993 tot 31-3-1994  | 3 maanden en 3 dagen           |                  |
| 19  | Pourier II         | Miguel Pourier (1938–2013)                                                                                    |                                              | 31-3-1994 tot 14-5-1998   | 4 jaar, 1 maand en 13 dagen    |                  |
| 20  | Camelia-Römer      | Suzanne Camelia-Römer (1959)                                                                                  | PNP, FOL, PLKP, PDB, DP, WIPM                | 14-5-1998 tot 8-11-1999   | 1 jaar, 5 maanden en 25 dagen  |                  |
| 21  | Pourier III        | Miguel Pourier (1938–2013)                                                                                    |                                              | 8-11-1999 tot 3-6-2002    | 2 jaar, 6 maanden en 26 dagen  |                  |
| 22  | Ys I               | Etienne Ys (1962)                                                                                             | PAR, PNP, PLKP, DP, UBP                      | 3-6-2002 tot 22-7-2003    | 1 jaar, 1 maand en 19 dagen    |                  |
| 22  | Ys I               | Etienne Ys (1962)                                                                                             | PAR, PNP, PLKP, DP, UBP                      | 3-6-2002 tot 22-7-2003    | 1 jaar, 1 maand en 19 dagen    | Frits Goedgedrag |
| 23  | Godett             | Ben Komproe (1942–2004) & Mirna Louisa-Godett (1954)                                                          | FOL, DP, PLKP, NA                            | 22-7-2003 tot 4-6-2004    | 10 maanden en 13 dagen         |                  |
| 24  | Ys II              | Etienne Ys (1962)                                                                                             |                                              | 4-6-2004 tot 26-3-2006    | 1 jaar, 9 maanden en 22 dagen  |                  |
| 25  | De Jongh-Elhage I  | Emily de Jongh-Elhage (1946)                                                                                  | PAR, MAN (daarna FOL), PNP, NA, UBP DP, WIPM | 26-3-2006 tot 26-3-2010   | 4 jaar                         |                  |
| 26  | De Jongh-Elhage II | Emily de Jongh-Elhage (1946)                                                                                  | PAR, PNP, NA, UBP DP, WIPM                   | 26-3-2010 - 10-10-2010    | 6 maanden en 14 dagen          |                  |